# 李本瑶
李本瑶，浙江钱塘（今浙江杭州）人，是一名清朝政治人物。
李本瑶曾于1819年接替陈凤喈任金山县知县一职，1819年由杨景烈接任。